# Pebre vermell
El pebre vermell, pebre roig o pebre bord (Balears) és un condiment en forma de pols vermella derivat de la molta de diferents varietats de pebrera, com la nyora o el bitxo, el fruit de la pebrotera. S'empra per a condiment de diferents plats i d'embotits. Fa les funcions d'aromatitzant, colorant i conservant natural, com ara al formatge de Maó i la sobrassada, el romesco… A Mallorca ja apareix al segle xviii al receptari de cuina escrit per Jaume Martí i Oliver. També s'empra per a diferents salses i mulladors, com ara el tradicional allipebre del País Valencià i també per a la paella valenciana.
També existeixen les formes pebre, pebrera, pebrina, pebró, pebrot (tots aquests dits vermell o roig), i en valencià i català occidental, pimentó, amb diferents variants locals, o xili. En alguns municipis del Comtat i l'Alcoià i el seu entorn s'anomena bajoca; pebrerot a Monòver i la Romana. A Eivissa citró. El terme pimentó no és cap castellanisme, car ve del mot llatí pigmentum, i al·ludeix al fet que l'usaven com a colorant també. Igualment, el mot pebrera ens arriba del llatí piper, i fa referència al pebre negre, condiment de l'Índia que va arribar a Europa amb les tropes d'Alexandre el Gran.
En castellà es diu o deia ají (antigament escrit axí), chile, pimentón de color, pimienta de Indias (antigament).
És similar al paprika hongarés. La cuina turca l'utilitza en forma de pul biber.
Hi ha dues grans varietats: els pebres vermells dolços i els pebres vermells picants o coents.

## Documents
- 1375. "Per vi que bestrach en aquell qui portà la mantega de Incha e les pimentons...". El terme és més antic que el que fa referència a la planta americana.[12]
- 1493. En el Diari de bord de Colom hi ha la primera referència a la pebrotera.[13]
- 1493. A Barcelona els Reis Catòlics tastaren «el ají».[14]
- 1526. Gonzalo Fernández de Oviedo y Valdés. Historia general y natural de las Indias.[15]

| «                                                                                          | Axí es una planta muy conocida y usada en todas partes de estas Indias, islas y tierra firme, es muy provechosa y necesaria, porque es caliente y da muy buen gusto y apetito con los otros manjares, así al pescado como a la carne: y es la pimienta de los indios, y que de mucho caso hacen, porque hay abundancia de ají, porque en todas sus labranzas y huertos lo ponen y crían con mucha diligencia y atención, porque continuamente lo comen con el pescado y con los más de los manjares. Y no es menos agradable a los cristianos, ni hacen menos por ello que los indios, porque allende de ser muy buena especia, da buen gusto y calor al estómago; y es sano, pero asaz caliente cosa el axí. | » |
| — Fernández de Oviedo. Historia general y natural de las Indias'. Libro VII, capítulo VII. | |   |

- 1571. Nicolás Monardes parlava dels «pimientos de Indias o axies».[16]
- 1590. José de Acosta, en la Historia natural y moral de las Indias, parlava: «Del axí o pimienta de las Indias».[17]
- 1892. Ángel Muro, en el Diccionario general de cocina, explicava: “…el pimentón… ha llegado a ser para casi todos los habitantes de España, pero principalmente para los de Castilla la Vieja, un artículo de primera necesidad, como la sal y el aceite...”[18]